# Abdelhamid Hergal
Abdelhamid Hergal scritto anche Harguel, Hargel o Herguel (in arabo عبد الحميد الهرقال‎?; Tunisi, 27 giugno 1959) è un ex calciatore tunisino di ruolo attaccante.

## Carriera
In carriera ha giocato per lo Stade Tunisien, il Sur Club, l'Espérance Sportive de Tunis e nella Nazionale di calcio della Tunisia.

## Palmarès

### Club

#### Competizioni internazionali
- Champions League araba: 1

Espérance: 1992-1993